# Райко, Николай Алексеевич
Никола́й Алексе́евич Райко (1794 — 12 января 1854, Одесса) — российский офицер и филэллин, участник Освободительной войны Греции 1821—1829 годов, подполковник греческой армии, шелковод. Внебрачный сын графа Алексея Бобринского (1762—1813) — внебрачного сына императрицы Екатерины II и Г. Г. Орлова.
Райко находясь на попечении приятеля отца, итальянца, в юности прожил несколько лет во Флоренции. Посещал лекции в Падуанском университете.
В 1812 году, во время вторжения Наполеона в Россию, Райко пытался через Швейцарию пробраться в Россию, чтобы вступить в русскую армию, но был задержан и возвращен во Флоренцию.
В 1815 году вернулся в Россию и поступил на военную службу.
С 1824 года служил в чине поручика в лейб-гвардии Драгунском полку. 9 января 1826 года вышел в отставку.
В начале 1827 года тайно выехал в Грецию, где принял участие в Греческой революции 1821—1829 годов.
Декабрист Лорер писал об этом шаге Райко следующим образом: «Один поручик нашей артиллерии, Райко, не спросившись разрешения уехал в Афины, где длительное время старался быть полезным».
В дальнейшем, в своей записке Бенкендорфу, Райко так объяснял свои побуждения: «Действительным мотивом моего отъезда в Грецию было народное чувство возмездия».
О первом годе пребывания Райко в Греции сведений мало. Упоминается его участие в экспедиции Шарль Николя Фавье на остров Хиос.
Однако после своего прибытия в Грецию в январе 1828 года, Иоанн Каподистрия заметил способного офицера-«земляка» и доверил ему сначала крепость Паламиди, Нафплион где комендантом города был португалец Антонио Альмейда, а затем назначил Райко комендантом гарнизона только что сдавшейся крепости города Патры (1829—1830).
После окончания войны и в звании подполковника, Райко возглавил в августе 1831 года, третьим по счёту после итальянца Ромило де Салтели и француза Анри Позье, офицерское училище, учреждённое Каподистрией (ныне Военное училище эвэлпидов).
В апреле 1832 года Райко подал в отставку и передал дела немецкому филэллину Эдуарду фон Райнеку.
В сопроводительном письме данному Райко для российского императора, Каподистрия характеризует его как отличного дипломата и офицера, и просит чтобы он был повышен в звании до полковника и в русской армии. В другом своём письме, на этот раз имперскому начальнику полиции, Каподистрия, во избежания наказания Райко, просил не считать его революционером.
Однако, когда в середине 1832 года Райко вернулся в Россию, он вновь поступил на военную службу «прежним чином» и был определён поручиком в Нижегородский Драгунский полк, стоявший в урочище Карагач в Грузии.
В 1834 году Райко вышел в отставку и поселился в городе Одесса. Не имея возможности вступить здесь в официальную службу (так как слыл за «карбонария», по воспитанию в Италии и участию в борьбе за независимость Греции), занялся шелководством и много способствовал разведению его в Новороссийском крае.
В 1841 году в связи с двадцатилетием начала Революции, Райко был награждён греческим правительством орденом «За заслуги, оказанные им службою во время войны за независимость». Был почитаем греческой общиной Одессы.
Умер 12 января 1854 года в Одессе от «апоплексического удара» (инсульта).
Кроме статей в «Записках Общества сельского хозяйства Южной России» написал «Очерк шелководного промысла в Закавказье» (1854). Его «Записка об убиении Каподистрии», напечатанная в «Русском архиве» (1869), представляет интерес, как составленная очевидцем.